# Eurêka (slameur)
Pour les articles homonymes, voir Eurêka (homonymie).
 (août 2022).
La mise en forme du texte ne suit pas les recommandations de Wikipédia : il faut le « wikifier ».
Les points d'amélioration suivants sont les cas les plus fréquents. Le détail des points à revoir est peut-être précisé sur la page de discussion.
- Les titres sont pré-formatés par le logiciel. Ils ne sont ni en capitales, ni en gras.
- Le texte ne doit pas être écrit en capitales (les noms de famille non plus), ni en gras, ni en italique, ni en « petit »…
- Le gras n'est utilisé que pour surligner le titre de l'article dans l'introduction, une seule fois.
- L'italique est rarement utilisé : mots en langue étrangère, titres d'œuvres, noms de bateaux, etc.
- Les citations ne sont pas en italique mais en corps de texte normal. Elles sont entourées par des guillemets français : « et ».
- Les listes à puces sont à éviter, des paragraphes rédigés étant largement préférés. Les tableaux sont à réserver à la présentation de données structurées (résultats, etc.).
- Les appels de note de bas de page (petits chiffres en exposant, introduits par l'outil «  Source ») sont à placer entre la fin de phrase et le point final[comme ça].
- Les liens internes (vers d'autres articles de Wikipédia) sont à choisir avec parcimonie. Créez des liens vers des articles approfondissant le sujet. Les termes génériques sans rapport avec le sujet sont à éviter, ainsi que les répétitions de liens vers un même terme.
- Les liens externes sont à placer uniquement dans une section « Liens externes », à la fin de l'article. Ces liens sont à choisir avec parcimonie suivant les règles définies. Si un lien sert de source à l'article, son insertion dans le texte est à faire par les notes de bas de page.
- La présentation des références doit suivre les conventions bibliographiques. Il est recommandé d'utiliser les modèles {{Ouvrage}}, {{Chapitre}}, {{Article}}, {{Lien web}} et/ou {{Bibliographie}}. Le mode d'édition visuel peut mettre en forme automatiquement les références.
- Insérer une infobox (cadre d'informations à droite) n'est pas obligatoire pour parachever la mise en page.

Pour une aide détaillée, merci de consulter Aide:Wikification.
Si vous pensez que ces points ont été résolus, vous pouvez retirer ce bandeau et améliorer la mise en forme d'un autre article.
Olivier Tonnelier, dit Eurêka, est un slameur français né en 1984 à Tassin-la-demi-Lune (Rhône), en France.
Sa marque de fabrique consiste à terminer chacun de ses slams par un twist, c'est-à-dire un retournement de situation surprenant, qui donne un sens nouveau à l'histoire racontée. Son slam le plus célèbre Le Mystère de la Chambre Rose raconte ainsi l'histoire d'un homme se réveillant dans une chambre confortable dont il ignore tout, et dont on découvre à la fin du texte qu'il s'agissait en réalité d'un bébé dans le ventre de sa mère. En 2024, ce slam est au programme du bac de français dans certains lycées,,.
Son style se démarque par son universalité : il évite les thèmes militants ou revendicatifs pour se concentrer sur des sujets comme la résilience, la foi en ses rêves ou le sens de la vie, touchant ainsi un public familial et intergénérationnel.
Son nom de scène, qui signifie "J'ai Trouvé" en grec, est une référence directe à ce concept : selon Eurêka, c'est ce que peuvent se dire les auditeurs qui réussissent à deviner la chute de chaque histoire avant que celle-ci ne soit révélée.

## Biographie
Eurêka naît en 1984 à Tassin-la-demi-lune. Après des études au collège et lycée Jean Moulin de Lyon, il obtient un bac Littéraire avec Mention Bien et intègre l'école d'audiovisuel Arfis de Villeurbanne dans le but de devenir scénariste de cinéma.
En 2003, il choisit finalement de se réorienter vers le journalisme radio, au sein du réseau radiophonique RCF. Il y anime notamment de 2003 à 2017 l'émission quotidienne A Votre Service.
En octobre 2015, à l'âge de 31 ans, sa vie bascule à la suite d'une rupture amoureuse. Réalisant que son métier de journaliste ne correspond pas à ses rêves de jeunesse, il choisit de se lancer dans le slam. En 2016, il crée son label J'ai Trouvé Productions, en référence à son nom d'artiste, qui lui permet d'autoproduire son premier album Le Meilleur pour la Fin, d'abord sous une forme réduite (8 titres) en 2016, puis sous une forme plus longue (12 titres) en 2018.
Celui-ci se vend à plus de cinq mille exemplaires physiques, sans compter les ventes numériques.
Entre 2016 et 2020, il donne des dizaines de représentations de son ciné-concert Le Meilleur pour la Fin, un spectacle seul-en-scène illustré par une série de dessins animés 2D réalisés par l'illustratrice Léa Fabreguettes.
En 2020, en pleine crise du Covid-19, il est l'un des seuls artistes français à se produire sur scène, en faisant le choix de continuer à jouer en-dehors des salles de spectacle, dans des lieux tels que des établissements scolaires, des entreprises, des paroisses.
Le 2 octobre 2021, il assure la première partie de Natasha-St Pier à Besançon.
En 2022, il donne deux représentations exceptionnelles de son ciné-concert Le Meilleur pour la Fin avec la Maîtrise Chalonnaise Saint-Charles, à Chalon-sur-Saône et à Oullins.
Le 14 octobre 2022, il publie la version professionnelle et définitive de l'album Le Meilleur pour la Fin. Les titres y ont été réorchestrés et remasterisés. L'ordre des titres a changé, l'intro Bienvenue a disparu et la reprise de la chanson Je Suis de BigFlo & Oli y fait son apparition.
A l'été 2023, il annonce sur ses réseaux la mise en chantier de son deuxième album La Fin Justifie les Moyens, dont le titre était dissimulé dans la tranche du boîtier CD de l'album Le Meilleur pour la Fin, sans préciser toutefois de date exacte de sortie.
Le 18 janvier 2024, il assure la première partie de Vianney au Gayant Expo Concert de Douai.
En 2024, son morceau Le Mystère de la Chambre Rose est au programme du bac de français 2024 dans certains lycées,,.
En janvier 2025, l’hebdomadaire d’actualité lyonnais La Tribune de Lyon le classe parmi les « 50 Lyonnais qui vont marquer l’année 2025 », aux côtés d’Alexandre Astier et Styleto.
Le 8 mai 2025, il est le premier slameur français à participer à une commémoration officielle du 8-Mai, à l’occasion des 80 ans de la Libération de 1945 : la commune de Charly (69) lui accorde sa confiance pour la création d’un slam original sur le thème du souvenir résistant.
Le 24 mai 2025, il donne un concert avec la Maîtrise Saint-Marc, les voix du film « Les Choristes », sous la direction de Nicolas Porte : son premier album « Le Meilleur pour la Fin » y est intégralement revisité dans un duo inédit entre slam et chant choral. Le concert affiche complet dès le mois de février 2025.
Le 21 juin 2025, il est choisi par la Ville de Lyon et l'Eglise Catholique de Lyon pour donner un concert sur l'esplanade de la Basilique de Fourvière. Le concert est retransmis en direct dans toute la France et la Belgique sur RCF et Radio Notre-Dame. Il y a dévoile un premier extrait inédit de son deuxième album.